# Boat Man Love
Boat Man Love er et dansk rockband, som består af brødrene Troels Skjærbæk og Lars Skjærbæk, som også var en del af det hedengangne dansksprogede rockband Inside The Whale, samt Søren Koch (guitar) og Johan Lei Gellett (trommer).
Desuden har Boat Man Love spillet med Michael Falch.

## Diskografi
- A Thousand Dreams Behind (2005)
- Black On Blue (2007)
- Sang til undren (2007)
- I Kampens Hede (2008)